# Facing the Animal
Facing the Animal è il nono album in studio del chitarrista svedese Yngwie Malmsteen, pubblicato nel 1997. Spicca il lavoro del compianto batterista Cozy Powell, scomparso prima dell'inizio del tour.

## Tracce
Testi e musiche di Yngwie J. Malmsteen.
1. Braveheart – 5:18
2. Facing the Animal – 4:37
3. Enemy – 4:53
4. Sacrifice – 4:16
5. Like an Angel – 5:47
6. My Resurrection – 4:47
7. Another Time – 5:02
8. Heathens from the North – 3:38
9. Alone in Paradise – 4:33
10. End of My Rope – 4:23
11. Only the Strong – 6:04
12. Poison in Your Veins – 4:21
13. Air on a Theme – 1:44

Traccia bonus nell'edizione giapponese
1. Casting Pearls Before the Swine – 3:56

## Formazione
- Yngwie J. Malmsteen - chitarra, basso, tastiere
- Mats Levén - voce
- Mats Olausson - tastiere
- Cozy Powell - batteria
- Barry Dunaway - basso